# Claude Bénard
Claude Edmond Bénard (* 6. Oktober 1926 in Paris) ist ein ehemaliger französischer Leichtathlet. Er gewann bei Europameisterschaften eine Bronzemedaille im Hochsprung.

## Sportliche Karriere
Der 1,76 Meter große Bénard startete für den Paris Université Club.
1947 trat Bénard erstmals international für Frankreich an. Bei den Olympischen Spielen 1948 in London schied Bénard in der Qualifikation mit 1,84 Meer aus, für den Finaleinzug wären 1,87 Meter notwendig gewesen. Zwei Jahre später bei den Europameisterschaften in Brüssel sprang Bénard in der Qualifikation 1,85 Meter. Im Finale überquerte er 1,93 Meter und gewann die Bronzemedaille hinter dem Briten Alan Paterson und dem Schweden Arne Åhman. 1952 bei den Olympischen Spielen in Helsinki übersprangen 28 Athleten in der Qualifikation 1,87 Meter. Im Endkampf erreichte Bénard 1,90 Meter und den 18. Rang. 1958 beendete Bénard seine sportliche Laufbahn.